# 高楠镇
高楠乡，是中华人民共和国重庆市城口县下辖的一个乡镇级行政单位。

## 行政区划
高楠乡下辖以下地区：
大河坝社区、丁安村、团结村、岭楠村、黄河村和方斗村。